# アオスジトカゲ
アオスジトカゲ（青筋蜥蜴、青筋石竜子、Plestiodon elegans）はトカゲ属に分類されるトカゲ。

## 分布
日本においては尖閣諸島の魚釣島、南小島、北小島及び黄尾礁と男木島のみに、日本国外では中国東部や台湾に分布している。
日本国内における古い記録には、琉球諸島各地からの報告もあるが、イシガキトカゲやバーバートカゲなどの見誤りと思われる。

## 形態
全長17-22cm、頭胴長は6.7-7.5cm。
尖閣諸島の個体群は中国の個体群より小型で、体色やウロコに変異が見られる。
成体は褐色になり、体側には黒褐色の幅広い縦条が走る
。
幼体は黒く、黄色い線が三本走り、正中の線は頭部で二分する
。幼体の頃は和名の由来となる青い筋が見られ、尾が鮮やかな藍色を呈する。
雌成体は幼体時の色彩を残す
。
体鱗列数は26-28列。後肢の大腿部の後面には不規則な大型鱗が集まる。このウロコの配列は左右で異なることもあり、大型鱗が小さく分かれることもある。後鼻板はない
。

### 類似種との識別
- 形態はオキナワトカゲに似るが、先述した後肢の大腿部後面の不規則な大型のウロコの集まりで区別できる[2]。

## 生態
海岸付近の低地から山林に生息する。
食性は動物食で、主に昆虫を食べる。岩場が殆どで昆虫の少ない尖閣諸島では、カツオドリなどの鳥類のいわゆる｢おこぼれ｣である魚肉なども食べる。

### 繁殖
卵生。6-7月頃、4-9個の卵を産む。

## 保全状況評価
- 絶滅危惧IB類 (EN)（環境省レッドリスト）[5]

日本国内における本種の生息地が限られていること、生息地の中でも最大である魚釣島において野生化したヤギにより本種の生息環境となりうる植生の改変が確認されたことから、平成18年12月に公表された第3次レッドリストにおいて新たに掲載された。2012年8月に公表された第4次レッドリストにおいても、引き続き、絶滅危惧IB類として評価されている。